# Byursyulyum
Byursyulyum är en ort i Azerbajdzjan.   Den ligger i distriktet Lerik Rayonu, i den södra delen av landet, 220 km sydväst om huvudstaden Baku. Byursyulyum ligger 630 meter över havet och antalet invånare är 426.
Terrängen runt Byursyulyum är kuperad österut, men västerut är den bergig. Närmaste större samhälle är Bilyasar, 6,1 km sydost om Byursyulyum. 
Omgivningarna runt Byursyulyum är en mosaik av jordbruksmark och naturlig växtlighet. Runt Byursyulyum är det ganska tätbefolkat, med 67 invånare per kvadratkilometer.